# 华玛站
华玛站（音素換寫：S̄t̄hānī h̄ạwh̄māk，皇家轉寫：Sathani Hua Mak）是泰國首都曼谷的鐵路車站，有泰國國家鐵路局东线、机场轻轨（ART）及曼谷地鐵（MRT）黃線停站。泰國國鐵的站體位於地面，机场快線（ART）及曼谷地鐵（MRT）的站體則建於高架橋上。

## 車站構造
机场轻轨（ART）的站體長200公呎。佔地三層，地下是公共汽車站及停車場；二樓（1/F）為票房、售票機及商店；三樓為往素萬那普機場方向的一號月臺及往披耶泰車站方向的二號月臺。
| L3                | 月台 | \| \| \| 城市线往素万那普（班塔昌） \| \| 島式 · 開右邊车门 \| \| \| \| \| \| 不使用 \| \| 島式 · 開右邊车门 \| \| \| \| \| \| 城市线往帕亚泰（兰甘亨） \| |
| L2                | 站厅 | 票务、客服中心、商业、换乘通道往黄线车站 |
| L1                | 地面 | 停车场、巴士站 |
|                   |      | 城市线往素万那普（班塔昌） |
| 島式 · 開右邊车门 |      | |
|                   |      | 不使用 |
| 島式 · 開右邊车门 |      | |
|                   |      | 城市线往帕亚泰（兰甘亨） |

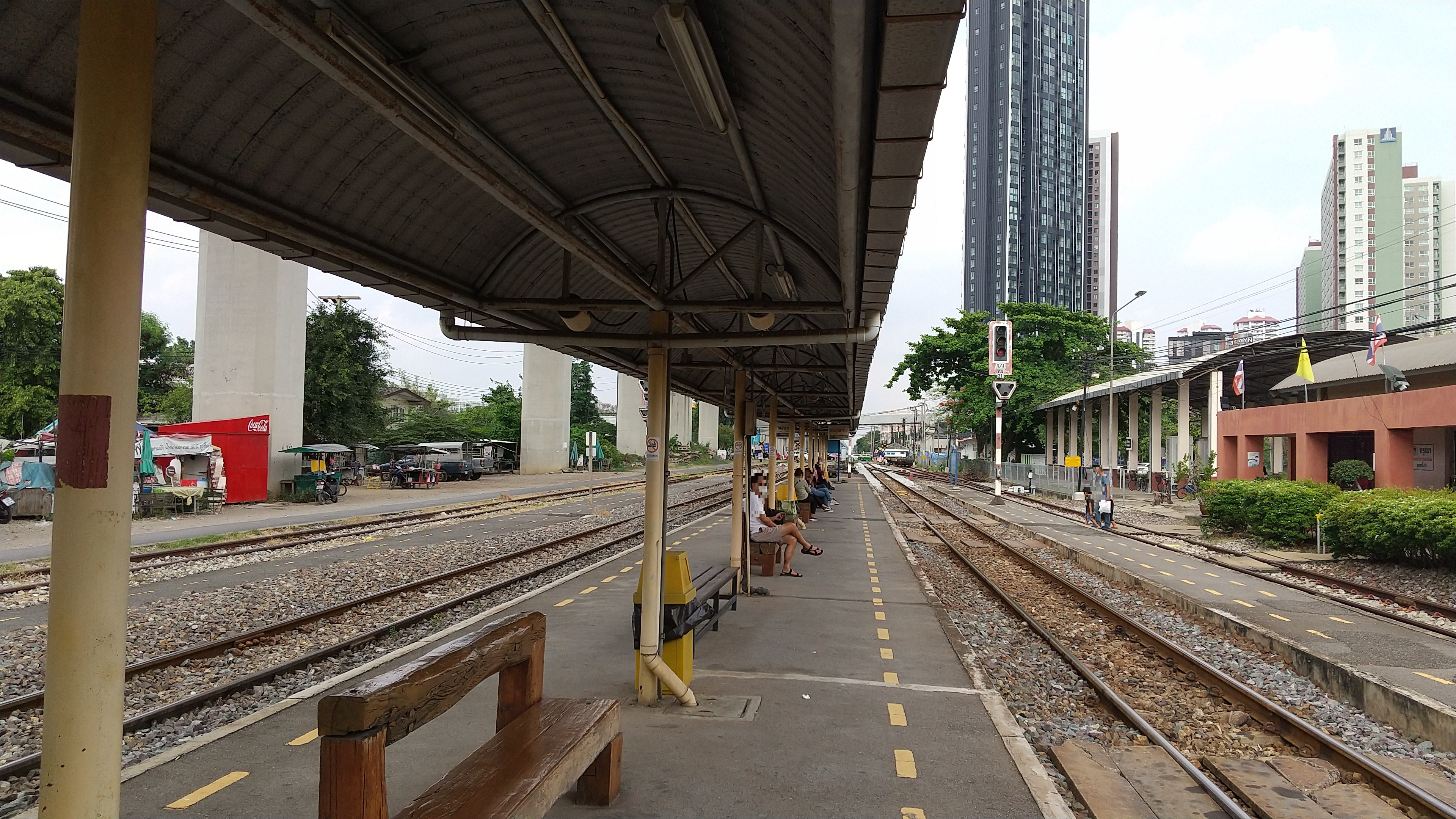
国铁SRT站台
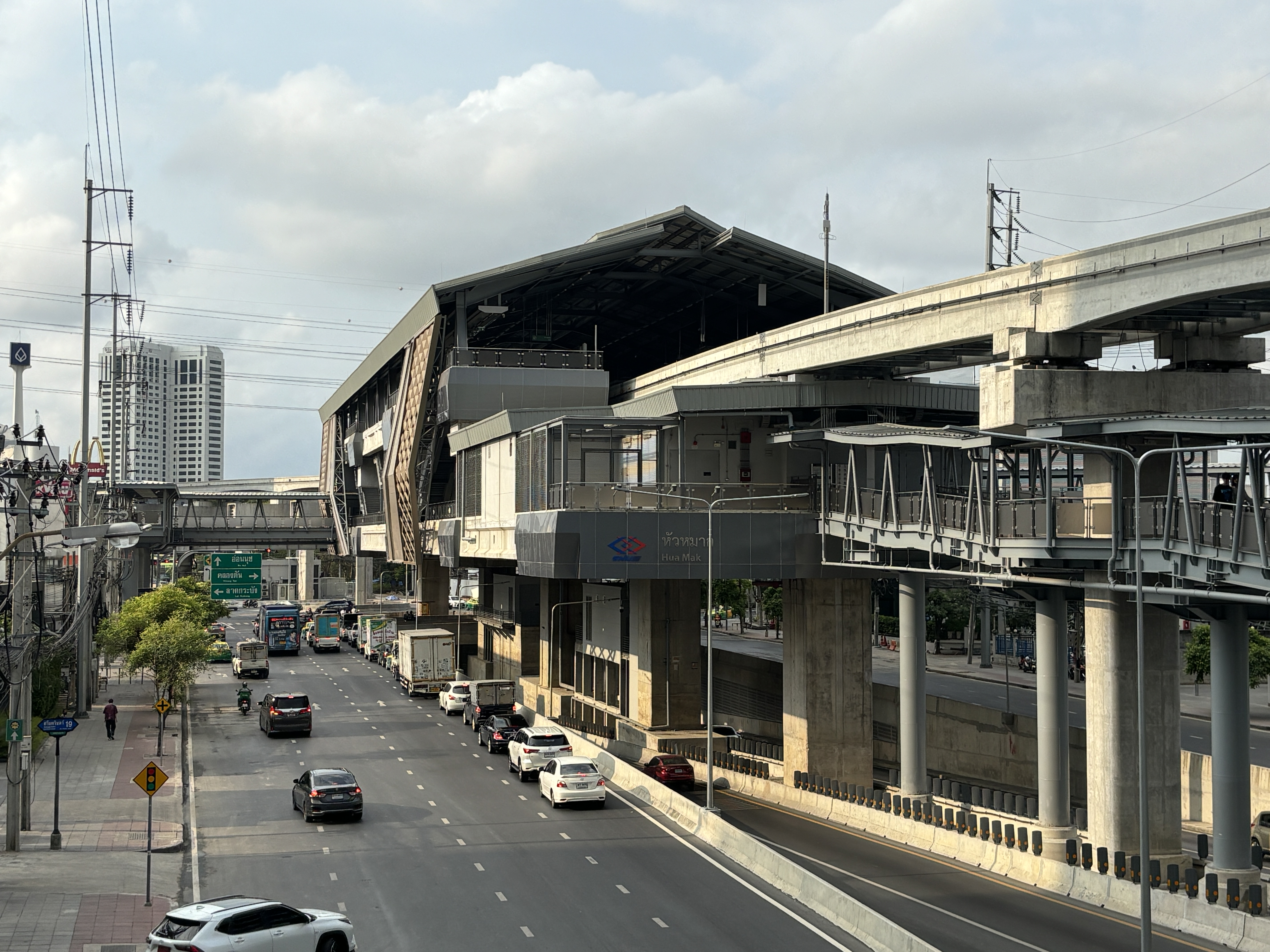
MRT站房
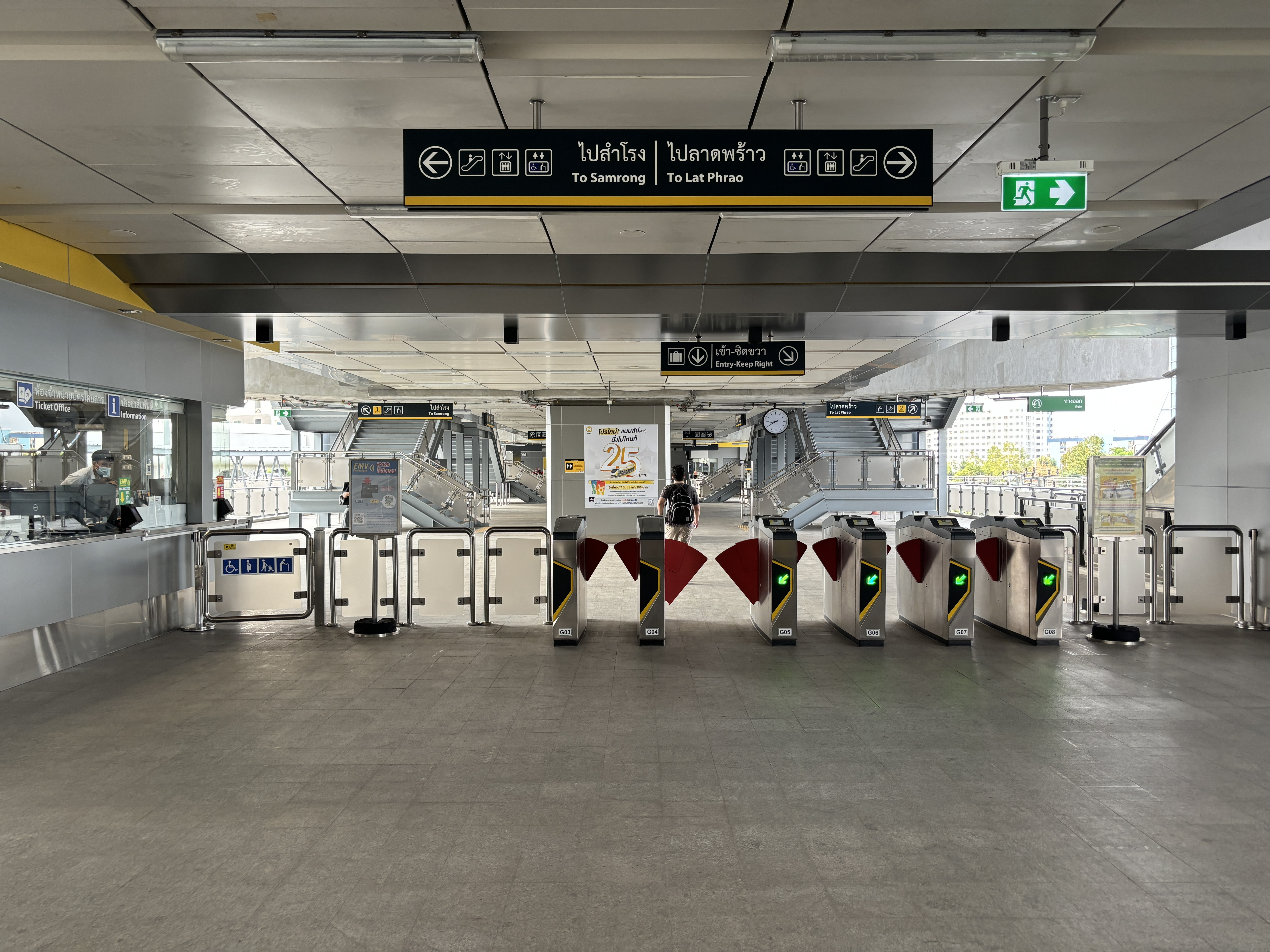
MRT站厅
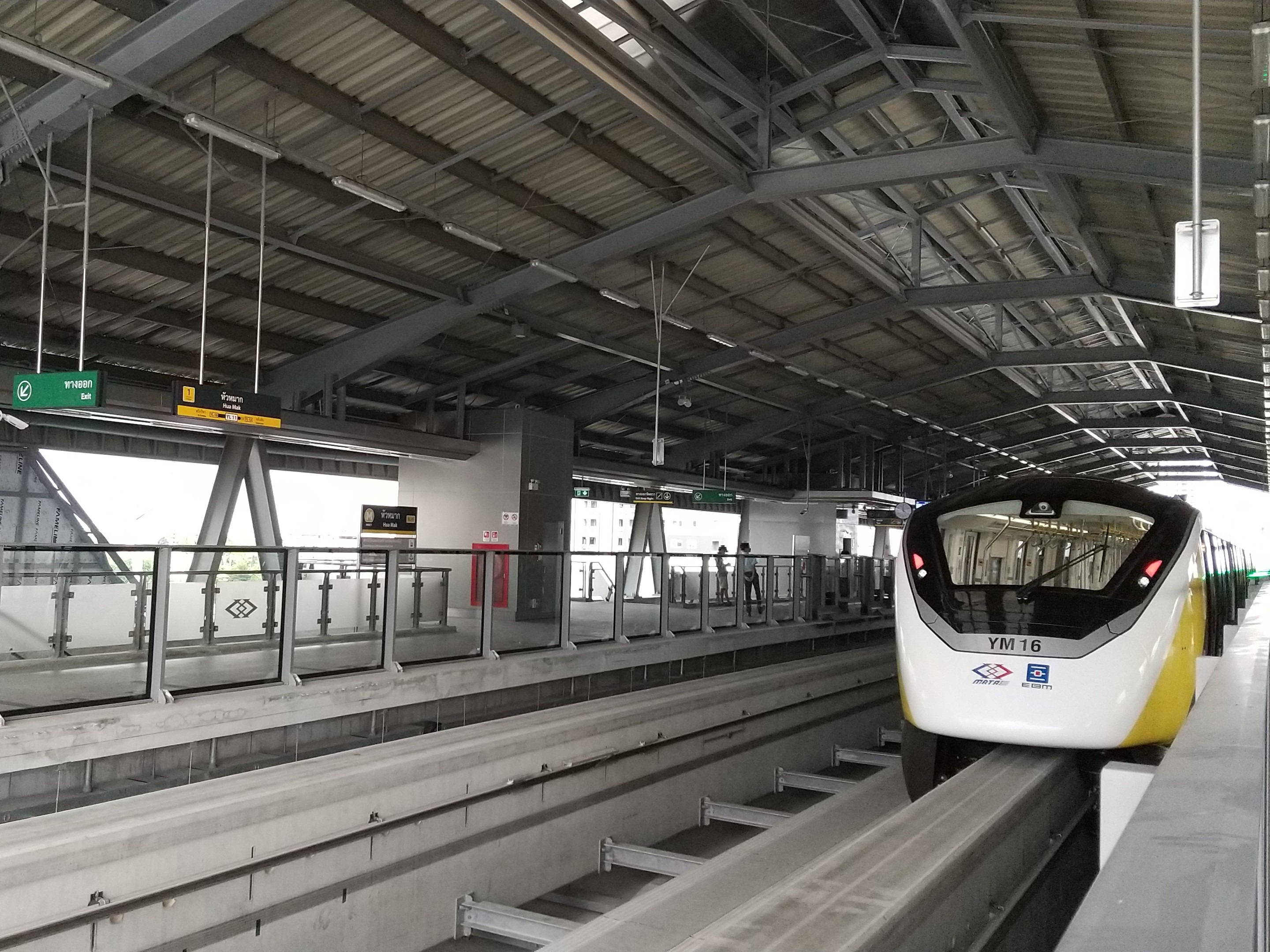
MRT站台

## 外部連結
華目車站的影像 （页面存档备份，存于）